# Бернардо Бадер
Бернардо Бадер (народився в 1974 році в Лінгенау ) — австрійський архітектор, професор академії.

## Життєпис
1993 р. - почав вивчати архітектуру в університеті Леопольда Франценса в Інсбруку  та закінчив його з відзнакою в 2001 р. Під час навчання у 1998 - 1999 рр. працював у Dietmar Feichtinger Architectes в Парижі . 
2003 р. - заснував офіс Bernardo Bader architects у Дорнбірні.
2006 р. - державний інженер-будівельник.
За незвичайні дерев'яні конструкції нагороджений декількома нагородами Форарльберга в галузі дерев'яних конструкцій, а в 2007 р. отримав премію Weissenhof Architecture Promotion Prize у Штутгарті .
2023 р. Бадер став наступником Карло Баумшлагера в Академії образотворчих мистецтв у Мюнхені та очолив кафедру архітектури та мистецтва.
З 2014 - 2018 рр. - заступник голови консультативної ради з дизайну міста Зальцбург.
2018 р. - член консультативної ради з дизайну землі Форарльберг.
До 2013 р. працював у дорадчій раді з дизайну громад Цвішенвассер та Андельсбух .
2012 - 2017 рр. викладач в Інституті архітектури та просторового розвитку Університету Ліхтенштейну.
2018 р. викладав у FHS St. Gallen.  З 2019 р. працює зі своєю командою у власній студії в Брегенці . Перші дві його роботи з'явилися в тому ж році: El Croquis 202 і De Aedibus International 17.
Бадер брав участь у численних виставках і читав лекції на батьківщині та за кордоном.   У 2022 році всесвітньо визнаний японський архітектурний журнал «Architecture and Urbanism: a+u» присвятив один із своїх номерів архітектору. 
Бадер є представником критичного регіоналізму, який є прогресивним підходом до проектування архітектури. У дизайні він враховує функціональні та регіональні особливості, включаючи географічні та культурні контексти. Його проекти відображають «матеріальну культуру» регіону. Традиційний деревний матеріал, який виробляють і обробляють місцеві майстри, відображає самобутність місця.

## Будівлі
- 2002: Clubhouse | Крумбах А.Т
- 2007: Gasthof Krone | Хіттісау А.Т
- 2009: Дитячий садок Село | Бізау А.Т
- 2010: Будинок у полі | Зульц А.Т
- 2011: Raumschicht Sütten | Хіттісау А.Т
- 2012: Ісламське кладовище | Альтач А.Т
- 2013: Дитячий садок Сьюзі Вайгель | Блуденц А.Т
- 2013: Будинок на болоті | Крумбах А.Т
- 2014: Дитячий садок у Wiesenbach | Шлінз А.Т
- 2014: Сільський будинок | Штайнберг ам Рофан А.Т
- 2016: Будинок на Баумле | Лохау А.Т
- 2016: Лижна хата Вовк | Леха А.Т
- 2016: Будинок у Stürcher Wald | Латернс А.Т
- 2016: Лурдська каплиця Зальгенройт | Крумбах А.Т
- 2016: Будинок у Шопфакері | Троген Ч
- 2017: Дитячий будинок в Entenbach | Лаутерах А.Т
- 2018: Гірськолижний спортивний центр | Шрунс А.Т
- 2018: будинок в Нижньому селі | Бізау А.Т
- 2018: Дитячий садок Зонтхайм | Гейльбронн DE
- 2019: Офісна будівля Klostergasse | Брегенц АТ
- 2020: Дитячий садок у Schlatt | Лустенау А.Т

## Нагороди
- Премія Ага Хана за архітектуру : 2013 ( Ісламське кладовище Альтах )
- Премія Alpine Interior Awards: 2011
- Ambiance Award Gault Millau: 2012
- Нагорода землі Тіроль Neues Bauen: 2016
- Світова премія з будівництва: 2003
- Зразкова конструкція: 2020 (Kita Anne Frank  )
- найкращі архітектори 10, 14, 18
- Нагорода клієнта для Форарльберга та Тіролю: 2013, визнання у 2010
- Constructive Alps : 2015 (Pfarrhaus Krumach) , 2011
- Європа 40 до 40: 2014 (Повне зібрання творів)
- Нагорода Houses: 2016 (House Cold Forging ), 2015, 2010, 2008
- 1. Приз – Будинки року : 2015 (Werkhaus, Uckermark)
- Ціна дерев'яного будівництва Тіроль: 2019 (сільський будинок Steinberg )
- Міжнародна архітектурна премія: 2017, 2014
- Міжнародна срібна премія: 2013
- Австрійська премія будівельників : 2017 ( Lourdeskapelle Salgenreute ), 2013 ( Islamic Cemetery Altach ) [3] [4], номінація 2016
- Нагорода Піранезі: 2017 ( Каплиця Лурд Залгенройт ), 2012
- Премія за екологічне будівництво в Альпах: 2016 (Pfarrhaus Krumbach), 2011
- Стала архітектура: 2019
- Vorarlberger Bauherrenpreis: 2020 (Atelier Klostergasse ), 2015, 2010, 2005
- Премія Форарльбергського лісового будівництва: 2019, 2017, 2015, 2013, 2011, 2009, 2007
- Премія Weißenhof Architecture Promotion Prize: 2007

## Учні
- Свен Метт

## Галерея

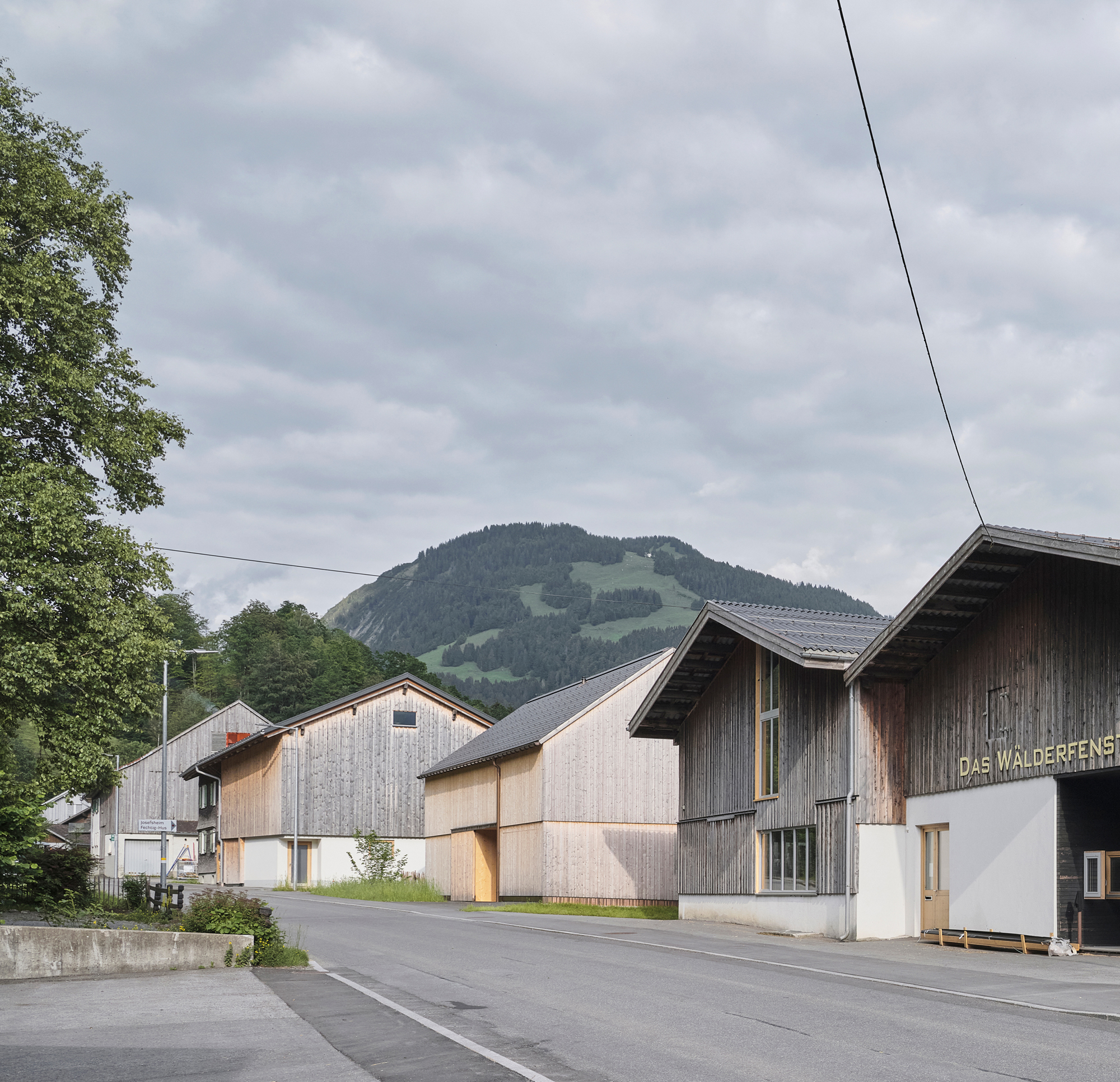
Будинок Унтердорф в Бізау
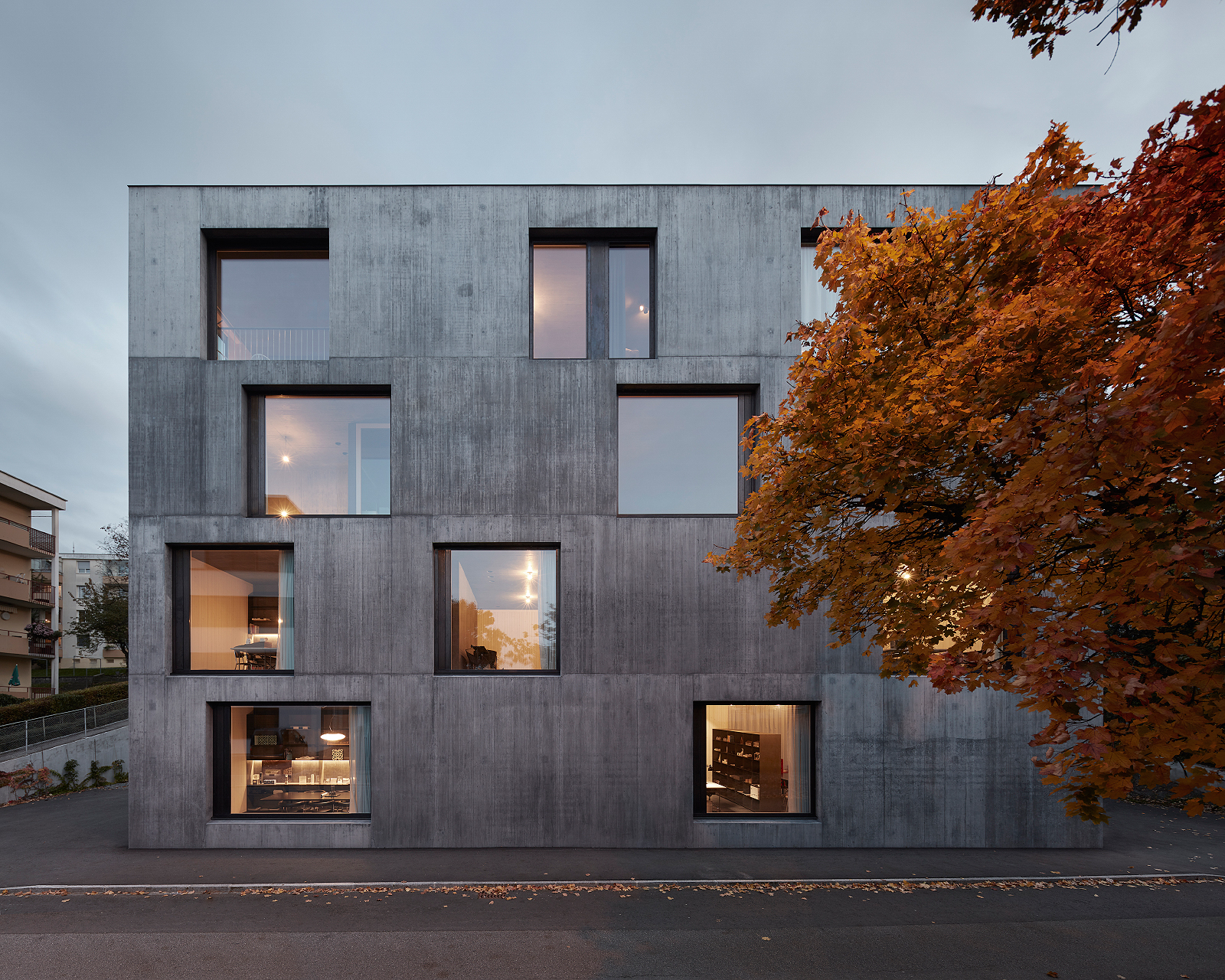
Будинок на Клостергассе в Брегенці
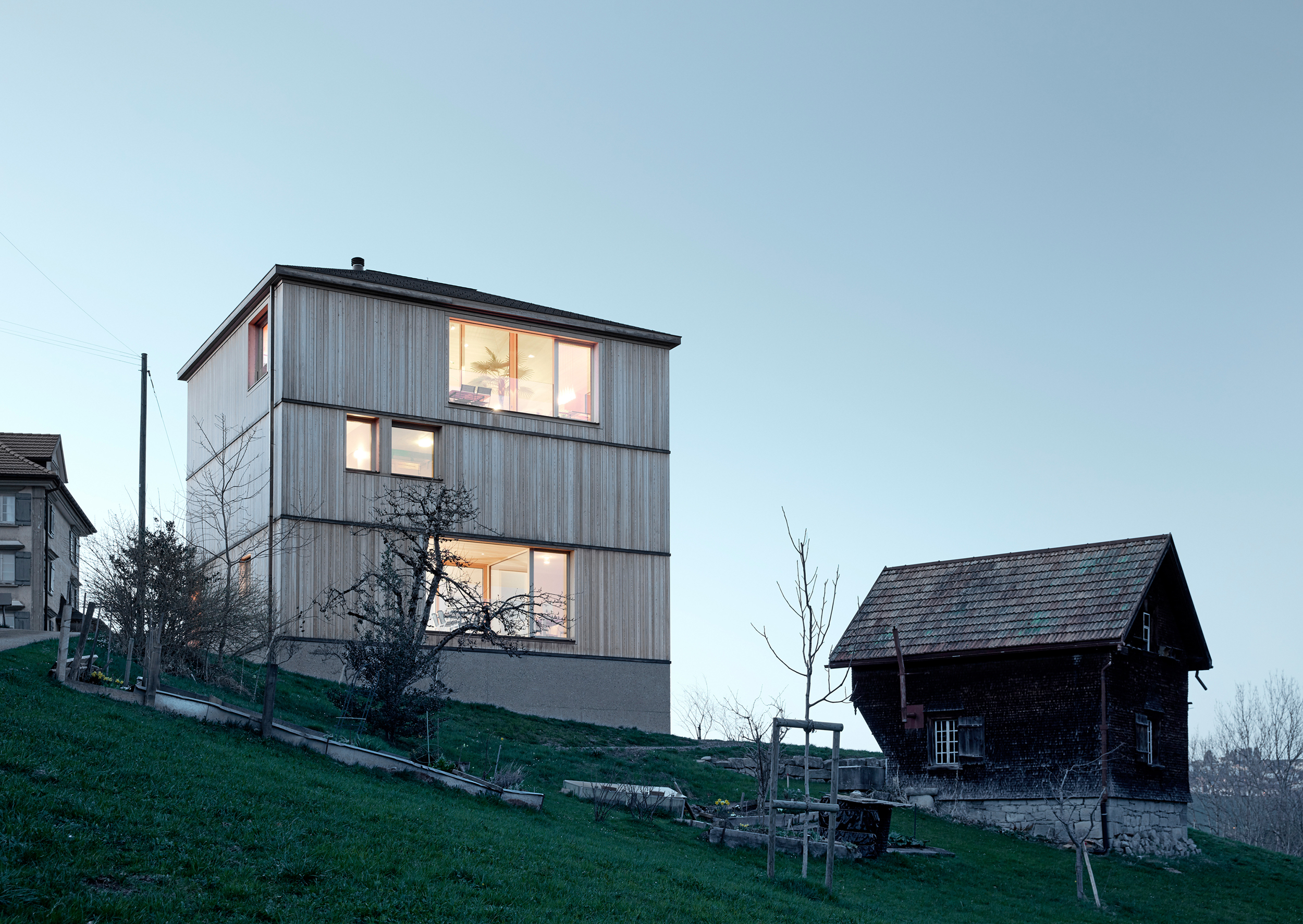
Будинок у Schopfacker в Trogen AR
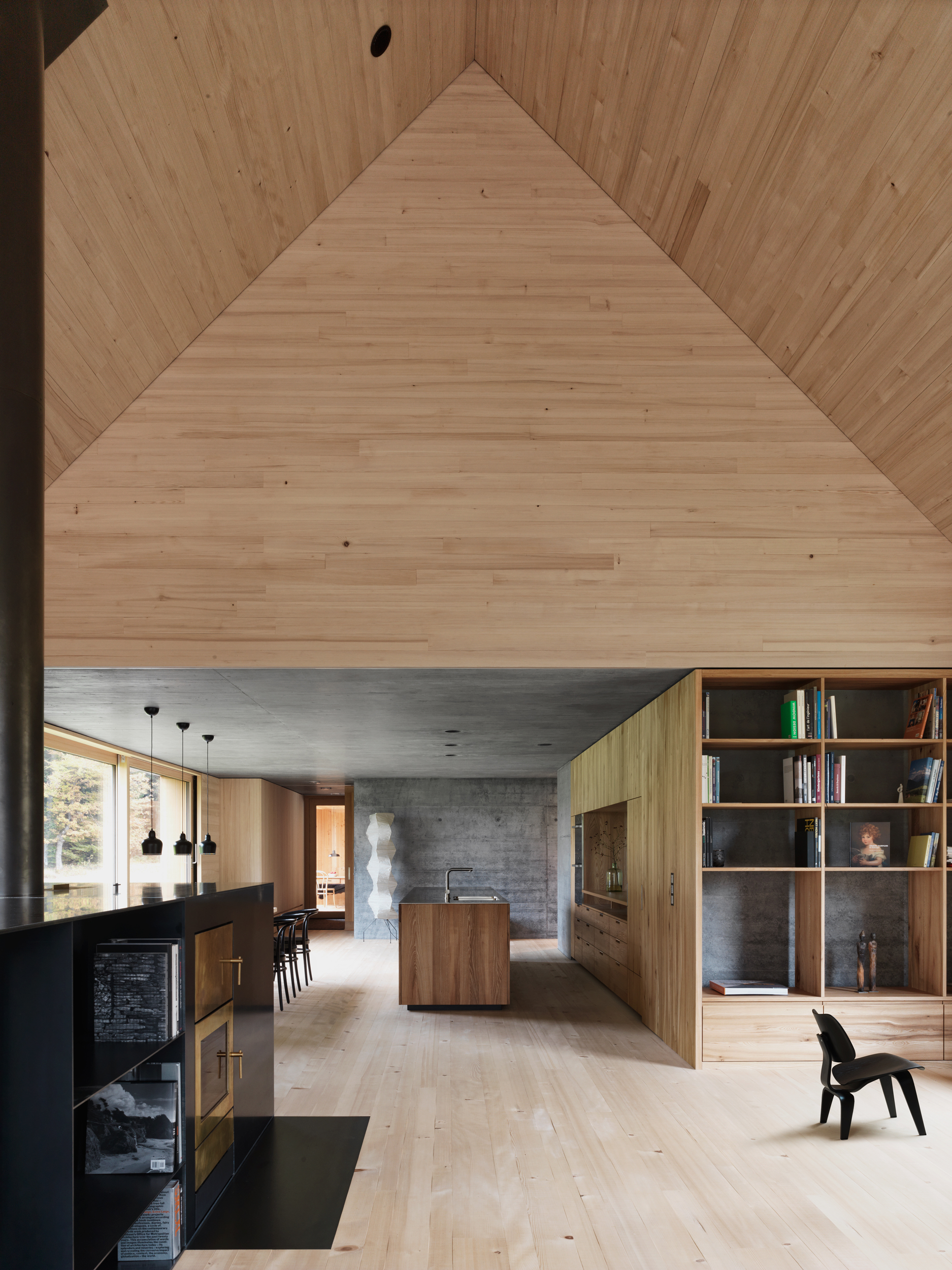
Будинок на болоті в Крумбах
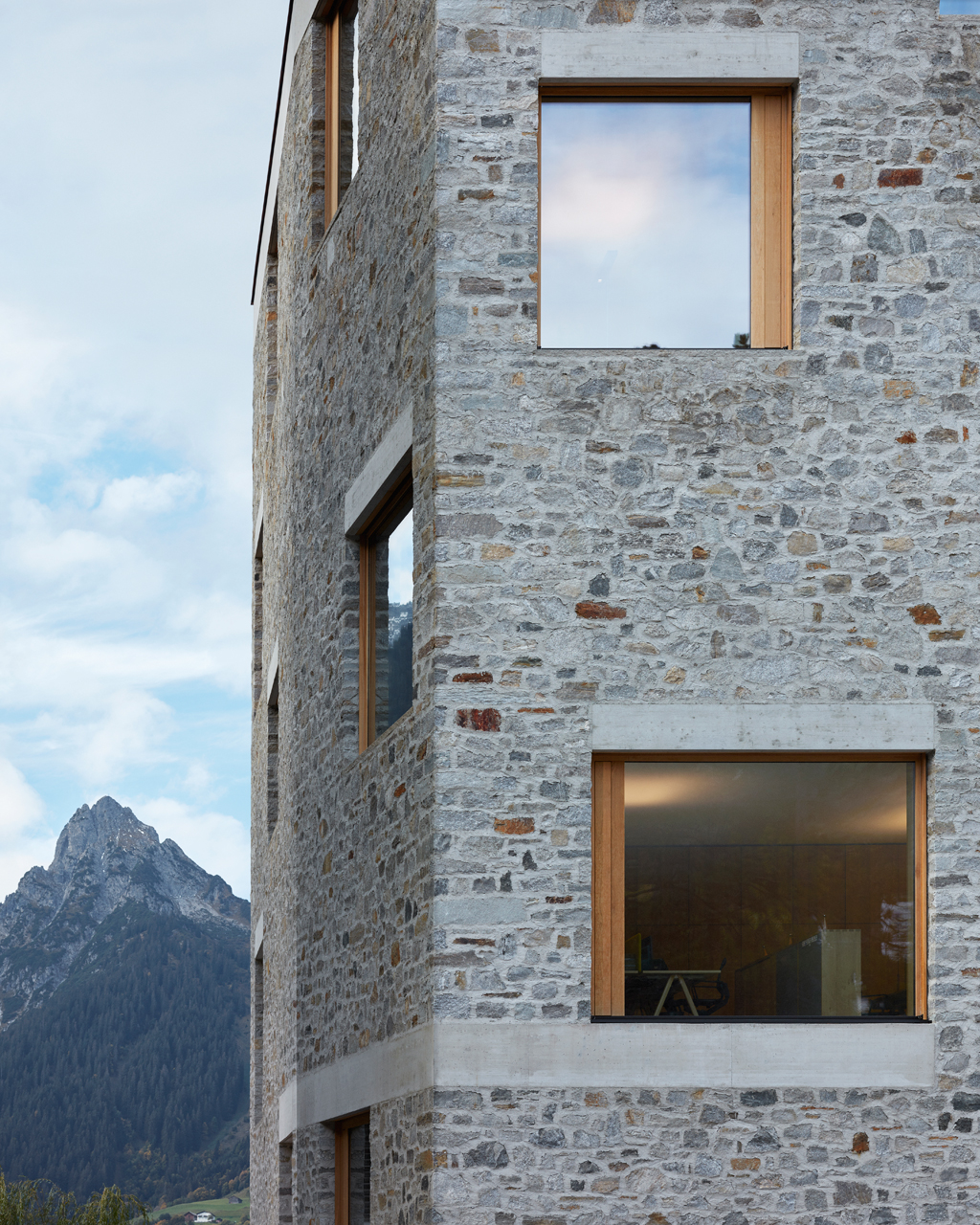
Об'єкт Alpin Sport в Шрунсі
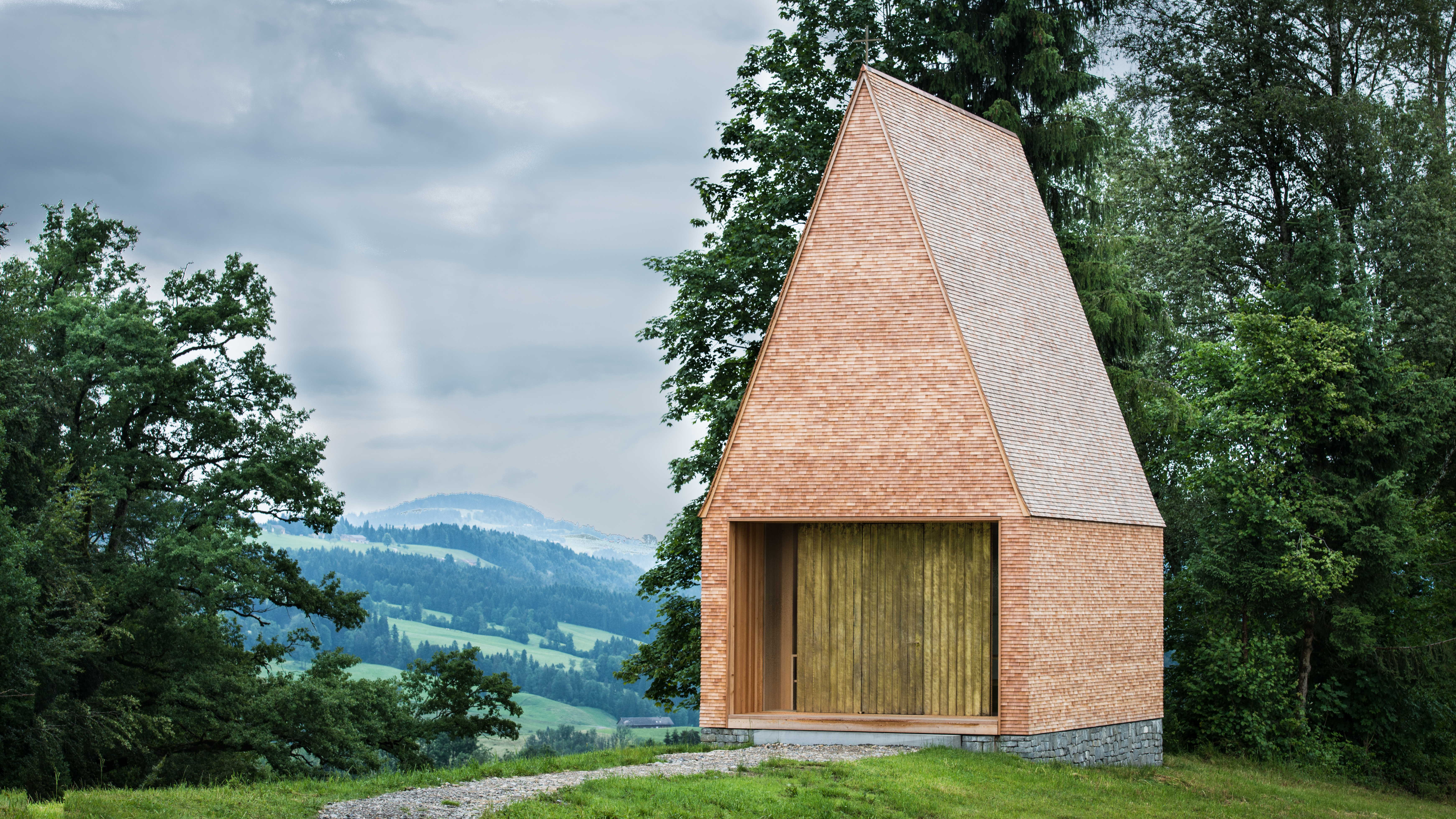
Лурдська каплиця Залгенройт 2016